# Лашма
Лашма́ (рос. Лашма, ерз. Лашма) — селище у складі Ковилкінського району Мордовії, Росія. Входить до складу Русько-Лашминського сільського поселення.
Населення — 12 осіб (2010; 10 у 2002).
Національний склад станом на 2002 рік:
- мордва — 100 %